# Патисье, Изабель
Изабель Патисье (родилась 1 марта 1967 года) — французский чемпион мира по скалолазанию и совсем недавно раллийный гонщик. Она известна тем, что выиграла два ведущих Кубка мира по скалолазанию (1990, 1991) и стала первой женщиной, поднявшейся на маршрут 8b (5.13 d).

## Биография
Патисье начала восхождение в возрасте 5 или 6 лет вместе со своими родителями. В 14 лет она занималась альпинизмом в Шамони, а также слаломом и горными лыжами. В 1986 году в возрасте 19 лет она выиграла первое официальное французское соревнование по скалолазанию, проходившее в спортивном зале в Вол-Ан-Велене всего в нескольких шагах от её средней школы, занимаясь скалолазанием босиком. После этого она полностью посвятила себя скалолазанию и в 1988 году стала первой женщиной, поднявшейся на вершину 8b (Sortilèges at Cimaï), а также чемпионкой Франции. Впоследствии она выиграла этот титул ещё 3 раза.
С 1993 по 1996 год она была замужем за Николя Юло, телеведущим и писателем. В 1995 году она ушла из альпинизма.
В 2000 году она дебютировала в автоспорте на ралли Aicha des Gazelles, а в 2002 году участвовала в своем первом ралли Париж-Дакар. Позже она вышла замуж за своего второго пилота-механика Тьерри Делли-Зотти.